# Civilization VI: Rise and Fall
Sid Meier's Civilization VI: Rise and Fall é o primeiro pacote de expansão do jogo Civilization VI. O pacote de expansão foi lançado em Fevereiro de 2018 e adiciona novos elementos ao jogo, além de novos líderes e civilizações.

## Jogabilidade
O foco principal da expansão Rise and Fall é adicionar novas mecânicas para simular o potencial de ascensão e declínio em uma civilização. A proposta é desafiar o jogador em como ele irá reagir a essas mudanças.
A expansão traz um novo sistema de eras, que são determinadas quando uma das civilizações alcança um dos requisitos necessários. Todas as civilizações são mensuradas pela sua pontuação de era, que é baseada ao concluir certos objetivos, como alcançar certos momentos históricos. A pontuação de Era é usada para determinar se a civilização avança para uma era dourada, permanece numa era normal, ou retrocede para a idade das trevas. A principal mudança além dos bônus nessas eras é a lealdade da população, uma civilização que alcança a era dourada possui uma população mais leal em relação ao líder, já uma civilização que caí para a idade das trevas possuí uma população menos leal. Há também cenários em que uma civilização saí da idade das trevas e alcança a era dourada, feito descrito como era heroica, que garante recompensas e um bônus muito maior do que o da era dourada.

## Civilizações
|   | Civilização             | Governante                    | Única (s) unidade (s) | Única (s) construção (ões) |
| - | ----------------------- | ----------------------------- | --------------------- | -------------------------- |
| 1 | Coreia                  | Seondeok                      | Hwach'a               | Seowon                     |
| 2 | Cree                    | Poundmaker                    | Okichitaw             | Mekewap                    |
| 3 | Escócia                 | Roberto I da Escócia          | Highlanders           | Campo de Golfe             |
| 4 | Geórgia                 | Tamara da Geórgia             | Khevsureti            | Muralhas do Renascimento   |
| 5 | Índia                   | Chandragupta Máuria           | Varu (unidade única)  | Poço com Degraus           |
| 6 | Reino dos Países Baixos | Guilhermina dos Países Baixos | De Zeven Provinciën   | Pôlder                     |
| 7 | Mapuches                | Lautaro                       | Cavaleiro Malón       | Chemamull                  |
| 8 | Mongólia                | Genghis Khan                  | Keshig                | Ordu                       |
| 9 | Zulus                   | Shaka Zulu                    | Impis                 | Ikanda                     |

## Polêmica
Um dos líderes adicionadas na expansão, Poundmaker da nação Cree levantou controvérsias a respeito de como certas nações são retratadas na série Civilization. No jogo, Poundmaker é apresentado como sendo um líder que possui ambição de dominar o mundo e conquistar outras civilizações, assim como outros líderes, porém, ele era conhecido por ser pacificador, procurando dialogar com autoridades canadenses da época. Essa escolha chegou a ser criticada pelo chefe indígena dos Cree, Milton Tootoosis.

## Recepção
O jogo foi bem avaliado pela crítica e conseguiu uma pontuação de 79 de 100 na Metacritic.